# 景乐路
景乐路是中國廣東省珠海市的一條一般道路，位于香洲區，馬路呈南北走向。北邊從吉大路交界开始，一直向南去到九洲大道的交界。
景乐路中医院路段是珠海首个实施的单行路之一。

## 概要
全長0.7公里，宽12米，雙向2車道。
该道路由1985年定名，1986年建成投入使用。

## 經過的道路
这条路的顺序是由北到南排列，其中加粗的字为主幹道：
- 园林路
- 景林街
- 九洲大道